# Discocalyx amplifolia
Discocalyx amplifolia är en viveväxtart som beskrevs av A. C. Smith. Discocalyx amplifolia ingår i släktet Discocalyx och familjen viveväxter. Inga underarter finns listade i Catalogue of Life.